# Tåsjön
Tåsjön ist einer der größten Seen in der schwedischen historischen Provinz Ångermanland. Er liegt in der Provinz Jämtlands län auf dem Gebiet der  Gemeinde Strömsund. Der Abfluss Tåsjöån mündet in den Grundfjärden und den Hotingssjön. Dieser wiederum wird vom Hotingsån entwässert, welcher sich mit dem Rörströmsälven im Bodumsjön zum Fjällsjöälven vereinigt, der schließlich in den Ångermanälven mündet. Neben vielen kleinen Zuflüssen münden der Sjoutälven (vor allem als Sjougdälven oder Sjögda bekannt) und Saxån (auch Saxälven) in den See.